# Augustus McCloskey
Augustus McCloskey (* 23. September 1877 in San Antonio, Texas; † 21. Juli 1950 ebenda) war ein US-amerikanischer Politiker. In den Jahren 1929 und 1930 vertrat er den Bundesstaat Texas im US-Repräsentantenhaus.

## Werdegang
Augustus McCloskey besuchte die öffentlichen Schulen seiner Heimat und arbeitete in den Jahren 1903 bis 1907 als Stenograph. Nach einem Jurastudium und seiner 1907 erfolgten Zulassung als Rechtsanwalt begann er in San Antonio in diesem Beruf zu arbeiten. Zwischen 1920 und 1928 war er Richter im Bexar County. Gleichzeitig schlug er als Mitglied der Demokratischen Partei eine politische Laufbahn ein. Im Juni 1928 war er Delegierter zur Democratic National Convention in Houston, auf der Al Smith als Präsidentschaftskandidat nominiert wurde.
Bei den Kongresswahlen des Jahres 1928 wurde McCloskey im 14. Wahlbezirk von Texas in das US-Repräsentantenhaus in Washington, D.C. gewählt, wo er am 4. März 1929 die Nachfolge von Harry M. Wurzbach antrat, den er zuvor besiegt hatte. Dieser legte aber gegen den Ausgang der Wahl Widerspruch ein. Als diesem entsprochen wurde, musste McCloskey sein Mandat im Kongress am 10. Februar 1930 an Wurzbach abtreten. Nach dem Ende seiner Zeit im US-Repräsentantenhaus praktizierte er wieder als Anwalt. Zwischen 1943 und 1947 amtierte er in San Antonio als Richter; danach war er wieder als Rechtsanwalt tätig. Augustus McCloskey starb am 21. Juli 1950 in San Antonio.